# Clara de Baviera
Clara de Baviera (en alemán, Clara von Bayern; Múnich, 11 de octubre de 1874-ibidem, 29 de mayo de 1941) fue una princesa y pintora alemana de los siglos XIX y XX.

## Biografía
Fue la cuarta de los hijos del matrimonio formado por el príncipe Adalberto de Baviera y la infanta Amalia de Borbón. No contrajo matrimonio. Entre sus aficiones se contaba la pintura naturalista.
También fue abadesa del Convento de Damas de Santa Ana en Wurzburgo, señora de las Órdenes de la Cruz Estrellada, de Teresa y de Santa Isabel, y gran maestre de la Orden de Santa Ana de las Damas del Convento de Wurzburgo.
Murió en Múnich, donde recibió sepultura en la Iglesia de San Miguel.

## Títulos y órdenes

### Títulos
- Su Alteza Real la princesa Clara de Baviera.[2][9]

### Órdenes
- Abadesa de la Institución de Damas Nobles en Wurzburgo.
- Dama de honor de la Orden de Teresa.[1] ( Reino de Baviera)
- Dama de la Orden de Santa Isabel.[1] (Reino de Baviera)